# Every Day (film, 2018)
Pour plus de détails, voir Fiche technique et Distribution.
Every Day  (Aujourd'hui est un autre jour au Québec) est un film américain réalisé par Michael Sucsy, sorti en 2018, d’après le livre A comme aujourd’hui de David Levithan.

## Synopsis
Une jeune adolescente timide tombe amoureuse d'A, un être qui se déplace à travers le corps de plusieurs habitants de la région. A est en effet un mini dieu doté de pouvoirs surnaturels.

## Fiche technique
- Titre original et français : Every Day
- Titre québécois : Aujourd'hui est un autre jour
- Réalisateur : Michael Sucsy
- Scénario : Jesse Andrews
- Décors : Shayne Fox
- Costumes : Georgina Yarhi
- Photographie : Rogier Stoffers
- Montage : Kathryn Himoff
- Musique : Elliott Wheeler
- Production : Anthony Bregman, Peter Cron, Christian Grass et Paul Trijbits
- Sociétés de production : Orion Pictures
- Sociétés de distribution : Orion Pictures (États-Unis)
- Budget : 4,900 000 000 $
- Pays d'origine :  États-Unis
- Langue originale : anglais
- Format : couleur - 2.35:1
- Genre : romance, fantasy, drame
- Durée : 97 minutes
- Dates de sortie :
  - États-Unis : 23 février 2018

## Distribution
- Angourie Rice (VF : Clara Quilichini ; VQ : Ludivine Reding) : Rhiannon
- Justice Smith (VQ : Louis-Philippe Berthiaume) : Justin
- Lucas Jade Zumann (VQ : Alexandre Bacon) : Nathan
- Debby Ryan (VF : Audrey Sourdive) : Jolene
- Jeni Ross (VF : Périne Lislet) : Amy
- Rory McDonald : David
- Katie Douglas : Megan
- Jacob Batalon (VQ : Nicolas Poulin) : James
- Ian Alexander : Vic
- Sean Jones (VQ : Louis Lacombe-Petrowski) : George
- Michael Cram (VF : Bernard Lanneau) : Nick
- Colin Ford : Xavier
- Jake Sim : Michael
- Nicole Law : Kelsea
- Karena Evans : Hannah
- Owen Teague (VF : Benjamin Bollen ; VQ : Xavier Dolan) : Alexander
- Hannah Richardson : Katie
- Maria Bello (VF : Claire Guyot) : Lindsey, la maman de Rhiannon
- Amanda Arcuri (VF : Léopoldine Serre ; VQ : Sarah-Jeanne Labrosse) : Rebecca

 Source et légende : version québécoise (VQ) sur Doublage.qc.ca
 Source et légende : version française (VF) sur RS Doublage